# Maserati 250F
Maserati 250F byl závodní vůz vyrobený italskou firmou Maserati, používaný v závodech Formule 1 o objemu 2,5 litru mezi lednem 1954 a listopadem 1960. Bylo vyrobeno 26 exemplářů. Typ Maserati 250F byl posledním vozem této značky, který se úspěšně zúčastnil závodů formule 1 o Velké ceny. Maserati 250F je uctíván nadšenci motoristického sportu a historiky. Jeho elegantní linie, výkonný motor a hrdinské bitvy, které svedl na trati, upevnily jeho místo jako skutečné legendy závodů Grand Prix. Dodnes zůstává velmi vyhledávaným a cenným historickým závodním vozem. V anketě časopisu Octane byl vůz 250F dokonce nominován na nejlepší závodní vůz všech dob.

## Vznik a vývoj
Tovární tým Maserati se závodů F1 zúčastňoval pod názvem Officine Alfieri Maserati. Maserati 250 F bylo jedním z nejlepších vozů formule 1 s nejdelší životností v historii Grand Prix (1954-1960). Původní plán Maserati byl vyvinout vůz pouze pro použití soukromými osobami. Protože tyto týmy operovaly s omezenými finančními a technickými prostředky, musel být vůz navržen jednoduše. Vůz byl zkonstruován pro formuli 1 platnou od ledna 1954 (nepřeplňované motory do 2,5 l, přeplňované motory do 0,75 l).
Původně se auto jmenovalo 6C2500 (šest válců, 2500 cm³), jenže takový klíč už léta používala Alfa Romeo. Nakonec se druhé číslo zkrátilo o nulu, „sei cilindri“ zmizely a přibylo písmeno F, které neznamenalo nic jiného než formuli. Po prvních zkušebních jízdách tedy dostal označení 250F. Číslo „250“ znamenalo zdvihový objem 2500 cm³ a F formuli. Základem 250F bylo Maserati A6GCM. Z 33 vyrobených kusů bylo pět odvozeno od tohoto modelu nebo bylo A6GCM přestavěno na 250 F. Od začátku bylo plánováno vyrobit 22 vozů a to bylo splněno, šest 250F byly přestavby stávajících vozů, které byly pouze přečíslovány.
Mezi klíčové postavy jeho vývoje patřili Gioacchino Colombo, Vittorio Bellentani a Alberto Massimino. Vittorio Bellentani (motor A6GCM), Valerio Colotti (trubkový rám podvozku) a Gioacchino Colombo (motor, tvůrce vozů Alfa Romeo 158 a dvanáctiválců Ferrari) se shodli na základních rysech vozu. Jako za časů Bugattiho byl i tento vůz formátu Grand Prix prodáván soukromým jezdcům.

## Motor
První verze vozu z roku 1954 měla podélně vpředu uložený atmosférický, šestiválcový řadový motor (vrtání x zdvih 84x75 mm) se zdvihovým objemem 2493 cm³ a výkonem zprvu 240 k (179 kW) při 7200 ot/min, později 270 k (199 kW) při 8000 ot/min. Z celohliníkového motoru A6GCM byl odvozen šestiválcový řadový motor s dvojitým zapalováním, mazáním se suchou vanou, třemi karburátory Weber DCO3 a vodním chlazením. Litinové vložky válců byly vloženy do hliníkového bloku motoru zahřátého na 160 stupňů v olejové lázni. Kompresní poměr byl 12:1. Dvojité zapalování Magneti-Marelli, každý magnet ovládal jednu ze dvou svíček ve válci. Klikový hřídel z nitridované oceli spočíval v sedmi hlavních ložiskách. Dva vačkové hřídele nad hlavou (2x OHC) poháněné ozubenými koly ovládaly dva ventily na válec. Cirkulaci oleje mezi motorem se suchou skříní, chladičem oleje a olejovou nádrží vzadu zajišťovala celkem tři olejová čerpadla. Výkon motoru zpočátku během výrobního období vzrostl z 240 k při 7200 až 7700 ot./min na 270 k při 8000 ot./min. Výkon se přenášel přes vícelamelovou spojku na čtyřstupňovou, nebo od roku 1955 pětistupňovou převodovku s diferenciálem (transaxle). Převodovka byla umístěna vzadu, aby bylo dosaženo optimálního rozložení hmotnosti. Točivý moment byl přenášen kuželovým převodem. Vůz dosahoval maximální rychlosti 290 km/h při celkové hmotnosti 630-670 kg.
Druhá verze z roku 1957 pro Grand Prix Francie měla vpředu uložený dvanáctiválcový vidlicový motor do V 60° (vrtání x zdvih 68,7x56 mm) se zdvihovým objemem 2491 cm³ a výkonem 310 k (228 kW) při 9300 ot/min. S nadčtvercovým poměrem vrtání ke zdvihu (vrtání větší než zdvih) a ovládáním ventilů pomocí zdvihátek lopaty namísto vahadel náchylných k opotřebení byl tento motor navržen pro vysoké rychlosti. Dvanáctiválec měl prodloužit životnost modelu, zůstal však pouze výkřikem do tmy. Jean Behra s ním odjel italskou Grand Prix 1957 na Monze. Předpokládaný výkon byl až 320 koní, ale při otáčkách motoru těsně pod 10 000 ot./min. Během testovacích jízd s novým dvanáctiválcovým motorem však byly Fangiovy časy na kolo asi o jednu sekundu horší než jeho nejlepší výkony se šestiválcovým motorem. Proto Maserati pokračovalo se šestiválcovým motorem.

## Podvozek
Podvozek tvořil trubkový prostorový, žebřinový rám s hliníkovou karoserií. Přední nezávislé zavěšení kol na dvojitých lichoběžníkových ramenech mělo vinuté pružiny a bylo hydraulicky ovládané pákovými tlumiči (Houdaille) doplněnými torzním stabilizátorem. Zadní náprava De Dion s příčnými listovými pery a pákovými tlumiči. Byla umístěna před hnací hřídelí, aby se hmotnost přesunula do středu vozu. Bubnové brzdy na všech čtyřech kolech byly ovládány hydraulicky (později byly zavedeny kotoučové brzdy). Rozvor náprav byl 228 cm, rozchod kol vpředu 130 cm, vzadu 125 cm, světlá výška 11 cm. Suchá hmotnost asi 630 kg, objem nádrže paliva 200 litrů.  Karoserii z hliníkového plechu s kokpitem, který nabízel řidiči více prostoru než srovnatelné závodní vozy té doby, dodala italská společnost Fantuzzi. Charakteristický byl přívod vzduchu ke třem dvojitým karburátorům lapačem na pravé straně motorové kapoty.
V roce 1957 byl představen vylepšený typ 250F T2, kde rám byl nahrazen novým trubkovým, prostorovým rámem, vyrobeným z tenkých ocelových trubek. Výfukové potrubí bylo vedeno dozadu na levé straně čelního skla řidiče a tam bylo spojeno tak, aby tvořilo jedno potrubí vedoucí za zadní kola. Přepracovány byly také bubnové brzdy. Tato vylepšení udělala z 250 F výjimečné vozidlo, se kterým Juan Manuel Fangio získal svůj pátý (a poslední) titul mistra světa.
Pro závod Grand Prix Itálie na rychlém oválu v Monze v roce 1955 byla připravena i alternativa s aerodynamickými kryty před předními a zadními koly (250F Streamliner). Karoserie byla mezi nimi rozšířena až do úrovně vnějších okrajů kol. Přes potíže s ovládáním plynového pedálu a přes defekt pístu dojel Behra s tímto vozem ve zmíněném závodě jako čtvrtý.

## Sportovní úspěchy

### 1954
Největší Maseratiho devízou byl jezdec za volantem jeho vozu - Juan Manuel Fangio, který s ním bez zvláštní námahy zvítězil v prvním závodě, ve Grand Prix Argentiny 17. ledna 1954 na okruhu Buenos Aires. Fangio zvítězil i ve 3. závodě sezóny v Grand Prix Belgie. O týden později (4. července) se jela Grand Prix Francie a tam Fangio překvapivě startoval na novém voze Mercedes-Benz W 196 (a zvítězil). Fangiův odchod ke konkurenci však automobilku donutil narychlo sestavit oficiální tovární tým. Fangio s Mercedesem zvítězil ještě v dalších 3 závodech a stal se podruhé mistrem světa F1. U tohoto titulu se uvádí oba vozy, s nimiž toho roku jezdil, Maserati a Mercedes.
V mistrovství světa F1 v roce 1954 jako soukromník s typem 250F jezdil Stirling Moss téměř celou sezonu (3. místo v Belgii, což pro něj bylo první pódiové umístění). V továrním týmu byli Luigi Musso (2. ve Španělsku), Roberto Mieres (6. ve Velké Británii a 2x 4. ve Švýcarsku a ve Španělsku) a Onofre Marimón (3. ve Velké Británii) a také Harry Schell (6. v Argentině). V celkovém pořadí byl Musso 8., Mieres 11. a Moss 13. Počáteční úspěchy zkalila tragická havárie na Nürburgringu. Třicetiletý Argentinec Onofre Marimón zahynul už na konci července při kvalifikaci na Grand Prix Německa. Patrně u selhaly brzdy. Nezvládl ostrou zatáčku Breidscheid, potkal se se stromem, několikrát se převrátil a zůstal pod autem na dně strmého svahu, kola ve vzduchu se točila dál.

### 1955
V roce 1955 byla představena pětistupňová převodovka Stirnsi, vstřikování paliva SU a kotoučové brzdy Dunlop. Sezóny na 250F se zúčastnili tovární a soukromí jezdci. Za Officine Alfieri Maserati to byli mj. Jean Behra, Luigi Musso, Harry Schell a Peter Collins, za soukromníky mj. Louis Rosier (Ecurie Rosier), Roy Salvadori (Gilby Engineering), Horace Gould (Gould's Garage Bristol) a Peter Walker (Stirling Moss Ltd). Při březnovém volném závodě Grand Premio del Valentino v Turíně vážně havaroval tovární jezdec Sergio Mantovani a přišel o nohu. Nejlepším výsledkem sezony třetí místo Jeana Behry společně s nováčkem Cesare Pedrisou v Monaku a 3. místo Luigiho Mussa v Holandsku. Na konci 1. desítky celkového pořadí se umístili Roberto Mières (8.), Jean Behra (9.) a Luigi Musso (10.). Na podium se dostal 3. místem v Grand Prix Velké Británie pouze Jean Behra. Maserati proti závodním vozům Mercedes nemělo šanci.

### 1956
Experimenty se vstřikováním benzínu začaly přinášet ovoce v roce 1956 . Do 250 F bylo instalováno čerpadlo poháněné řetězem od vačkového hřídele. Upraven byl i podvozek. Motor byl umístěn pod úhlem šesti stupňů, což umožnilo vést hnací hřídel kolem sedadla řidiče vlevo a snížit polohu sedadla řidiče. Po tragickém závodu v Le Mans (1955) tým Mercedes-Benz ukončil činnost a Stirling Moss přešel jako tovární jezdec k Maserati. Vyhrál Grand Prix Monaka a Grand Prix Itálie na okruhu v Monze. Na tomto okruhu se naposledy uskutečnil závod, který využíval klasický ovál z 20. let v kombinaci se současným okruhem (délka okruhu 10 km). To Mossovi zajistilo 2. místo v mistrovství světa F1, Jean Behra skončil na 4. místě a Paco Godia byl 9.

### 1957
Do továrního týmu se vrátil Juan Manuel Fangio. Mnohé odborníky Fangiova volba překvapila, vůz zdaleka nebyl považován za nejlepší. Jak se však ukázalo, Fangio měl kromě jezdeckých schopností i čich pro vhodný vůz. Záhy ukončil experimenty s motorem V12 a jezdil s osvědčeným řadovým šestiválcem. V sezóně 1957 se Maserati vrátilo na vítěznou vlnu. Fangio zvítězil v Argentině, v Monaku, ve Francii a v Německu. V Německu zajel neskutečný závod. Pomalá zastávka v boxech v polovině závodu trvající 1 minutu a 18 sekund (původně to mělo být 30 sekund) posunula Fangia o celou minutu zpět za 2 Lancie, ale rychle se hnal kupředu, 10krát překonal nejrychlejší kolo a nakonec předjel napřed Collinse a v předposledním kole pak i Hawthorna. Vítězství na Nürburgringu je obzvláště legendární a často se uvádí jako jeden z největších závodů v historii motoristického sportu, kde Fangio překonal značný deficit, vyhrál závod a zajistil si tak svůj poslední šampionát, pátý titul mistra světa. "Záda" mu v sezóně kryli Jean Behra (2. v Argentině), Masten Gregory (3. v Monaku, 4. v Itálii - Grand Prix Pescary), Harry Schell (3. v Itálii - Pescara). Za vítězem mistrovství světa 47-letým Fangiem se do první desítky dostali Gregory (6.) a Schell (7.). Tovární tým opustil po sezoně 1957 F1 z finančních důvodů, kdy přišel díky požáru o čtyři sportovní vozy, pátý byl zničen při havárii. Vozy F1 prodal soukromým stájím.

### 1958-60
V sezóně 1958 byl 250F zcela deklasován novými vozy F1 s motorem vzadu. Fangio ještě v Argentině a ve Francii obsadil 4. místo a Behra byl v Argentině pátý. V prvním ročníku Poháru konstruktérů obsadily vozy Maserati 5. místo se 6 body. Vůz však zůstal oblíbeným u soukromníků, včetně Maurice Trintignanta, Marie Teresy de Filippis (první žena, která startovala v závodě, který se počítal do Mistrovství světa jezdců - Grand Prix Belgie 1958), Carrolla Shelbyho atd. Byl používán až do poslední sezóny 2,5 litrové formule 1 v roce 1960. Vůz Maserati 250F se objevoval na nemistrovských závodech F1 i počátkem 60. let.
Celkem 250F startoval ve 46 závodech šampionátu Formule 1 s 277 starty a osmi vítězstvími, stejný počet nejlepších časů v kvalifikacích (8) a desítku nejrychlejších kol. Úspěch se neomezoval pouze na závody mistrovství světa s 250 jezdci, kteří zvítězili v mnoha nemistrovských závodech po celém světě. Stirling Moss později prohlásil, že 250F byl nejlepší vůz F1 s motorem vpředu, jaký kdy řídil.

## Vítězné závody Grand Prix F1
- Grand Prix Argentiny 1954 Fangio
- Grand Prix Belgie 1954 Fangio
- Grand Prix Monaka 1956 Moss
- Grand Prix Itálie 1956 Moss
- Grand Prix Argentiny 1957 Fangio
- Grand Prix Monaka 1957 Fangio
- Grand Prix Francie 1957 Fangio
- Grand Prix Německa 1957 Fangio

## Vítězství ve volných závodech F1
| Rok  | Závod                         | Okruh                         | Jezdec             |
| ---- | ----------------------------- | ----------------------------- | ------------------ |
| 1954 | II Curtis Trophy              | Snetterton                    | Roy Salvadori      |
| 1954 | XIII Rome Grand Prix          | Castelfusano                  | Onofre Marimón     |
| 1954 | I International Gold Cup      | Goodwood                      | Stirling Moss      |
| 1954 | XXIII Grand Prix Pescary      | Pescara                       | Luigi Musso        |
| 1954 | VII Goodwood Trophy           | Goodwood                      | Stirling Moss      |
| 1954 | I Daily Telegraph Trophy      | Goodwood                      | Stirling Moss      |
| 1955 | XVI Pau Grand Prix            | Pau                           | Jean Behra         |
| 1955 | I Glover Trophy               | Goodwood                      | Roy Salvadori      |
| 1955 | IV Bordeaux Grand Prix        | Bordeaux                      | Jean Behra         |
| 1955 | VII BRDC International Trophy | Goodwood                      | Peter Collins      |
| 1955 | XVII Albi Grand Prix          | Albi                          | André Simon        |
| 1955 | III Curtis Trophy             | Snetterton                    | Roy Salvadori      |
| 1955 | III London Trophy             | Crystal Palace                | Mike Hawthorn      |
| 1955 | III Daily Record Trophy       | Charterhall                   | Bob Gerard         |
| 1955 | II Daily Telegraph Trophy     | Aintree                       | Roy Salvadori      |
| 1955 | II International Gold Cup     | Oulton Park                   | Stirling Moss      |
| 1956 | IV Glover Trophy              | Goodwood                      | Stirling Moss      |
| 1956 | XI BARC Aintree 200           | Aintree                       | Stirling Moss      |
| 1956 | I Aintree 100                 | Aintree                       | Horace Gould       |
| 1956 | I Vanwall Trophy              | Snetterton                    | Horace Gould       |
| 1956 | IV Caen Grand Prix            | Circuit de la Prairie         | Harry Schell       |
| 1957 | Grand Prix Buenos Aires       | Autódromo Oscar y Juan Gálvez | Juan Manuel Fangio |
| 1957 | XVII Pau Grand Prix           | Pau                           | Jean Behra         |
| 1957 | V Modena Grand Prix           | Modena                        | Jean Behra         |
| 1957 | VI Grand Prix Maroka          | Ain-Diab Circuit              | Jean Behra         |

## Galerie

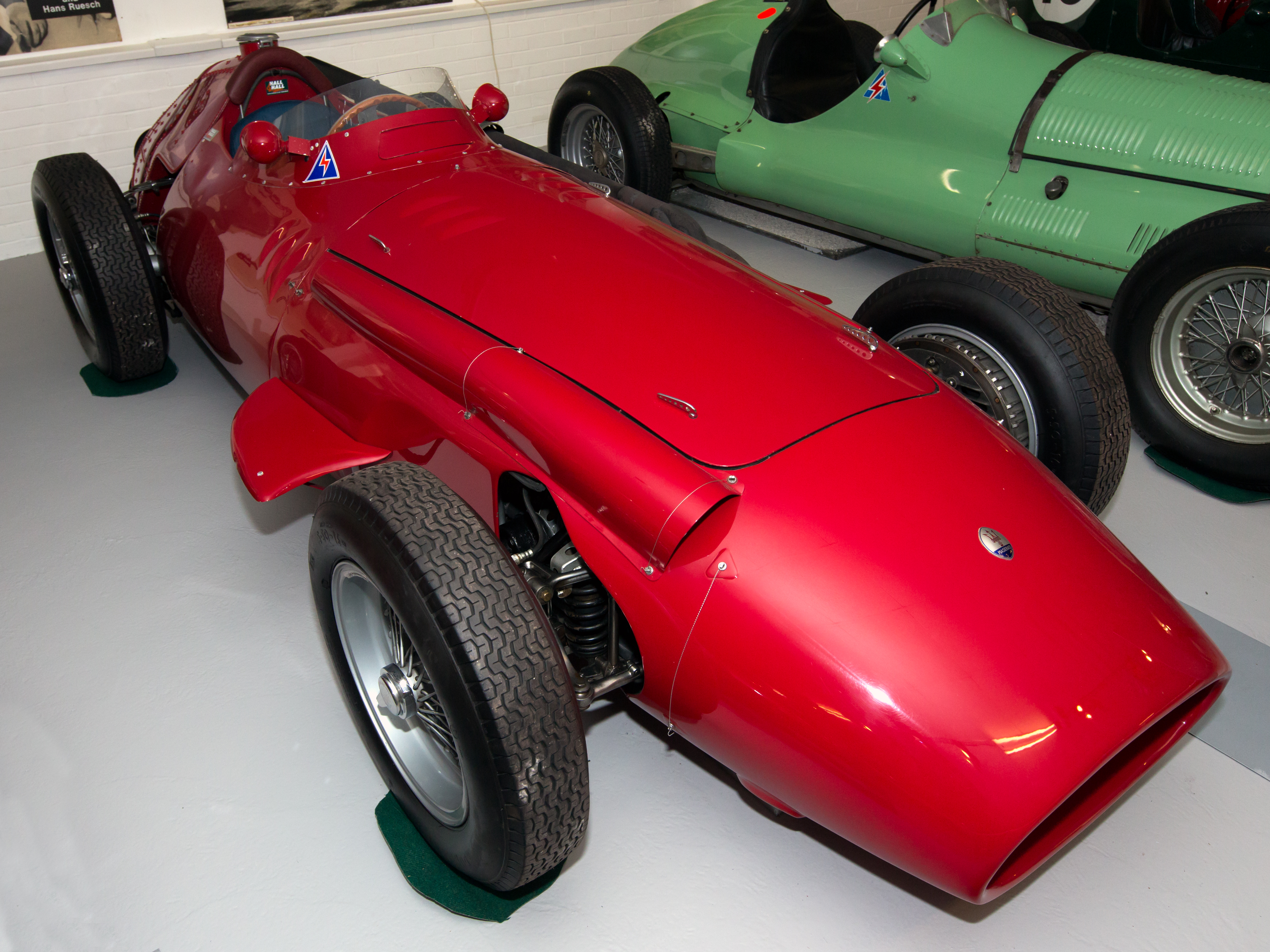
Maserati 250F (1954), Donington Grand Prix Collection (2013)
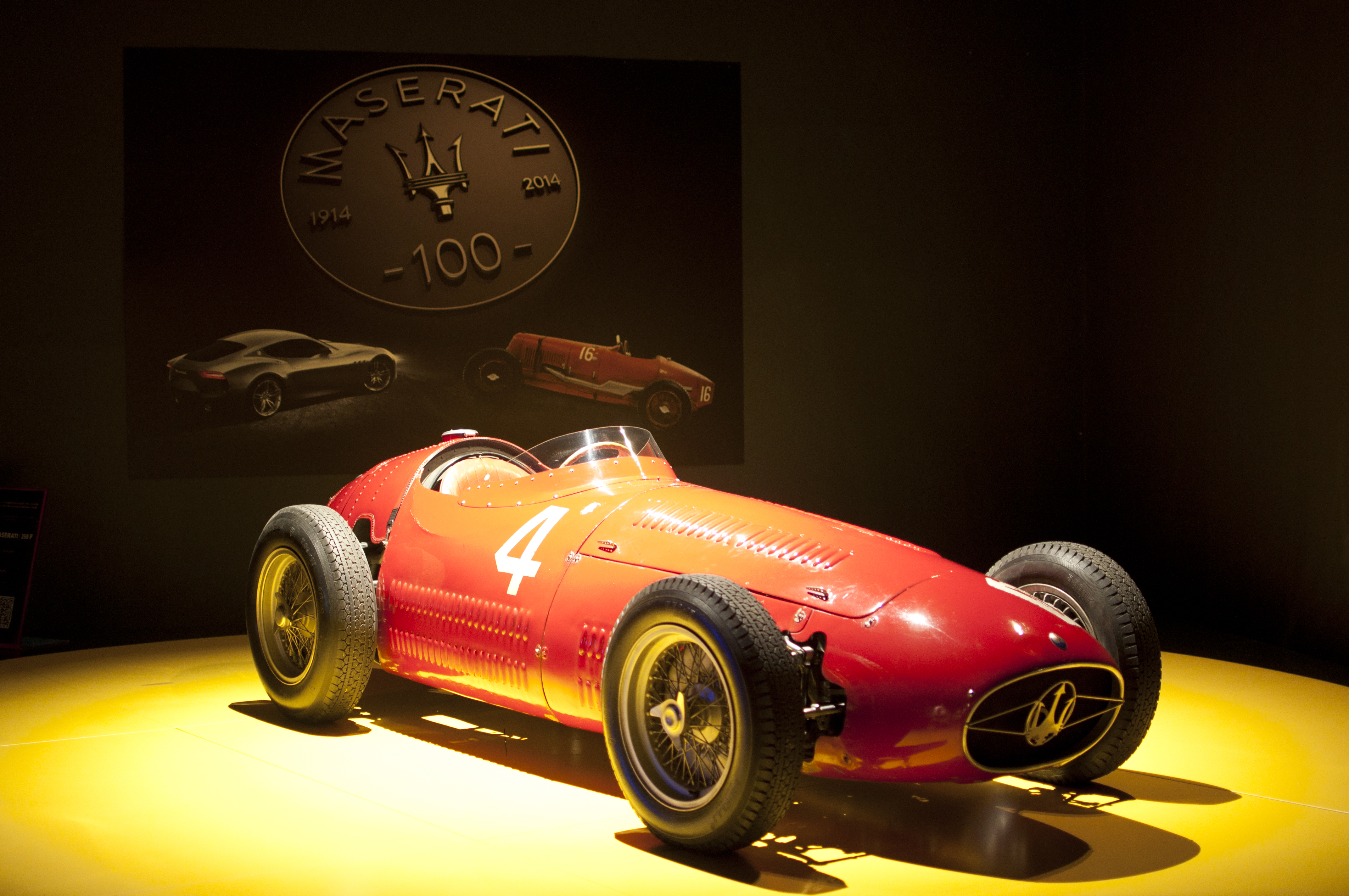
Maserati 250F (1954), Museo Nazionale dell'Automobile di Torino (2015)
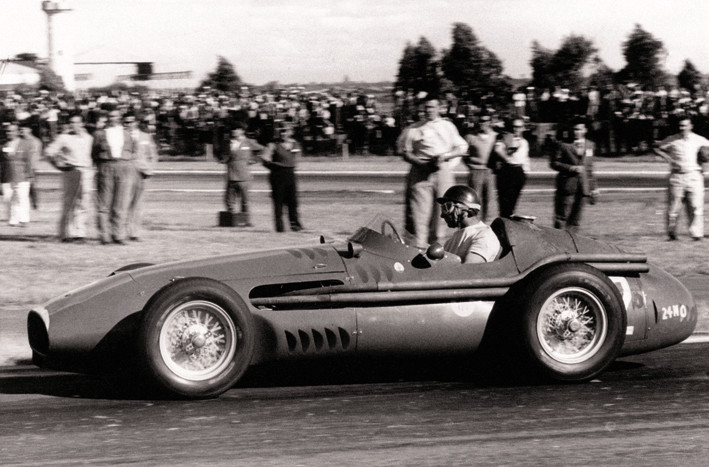
Juan Manuel Fangio, Maserati 250F (1957)
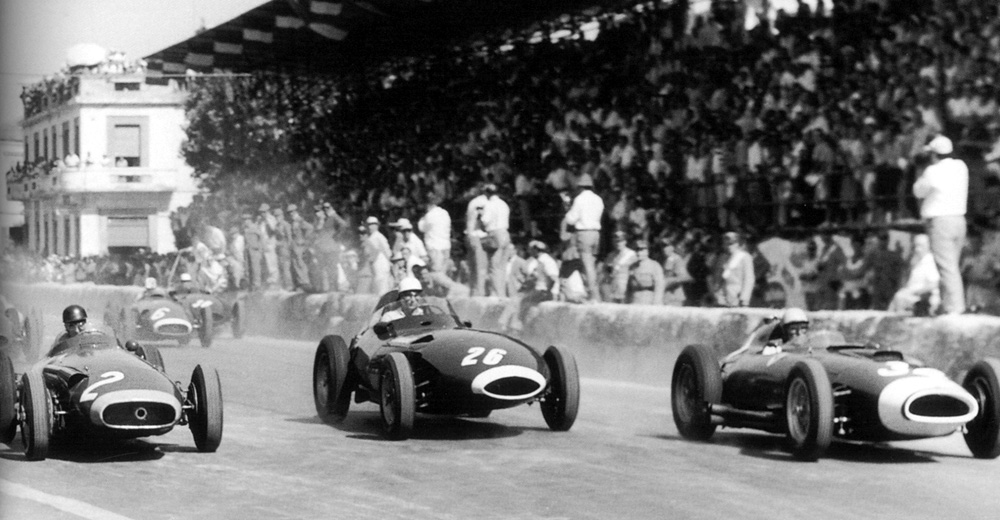
GP Pescary 1957 vyhrál Moss před Fangiem. Podle výsledků z kvalifikace odstartovali Fangio (Maserati 250F, st. č. 2), Moss (Vanwall, st. č. 26) a Musso (Ferrari, st. 34)
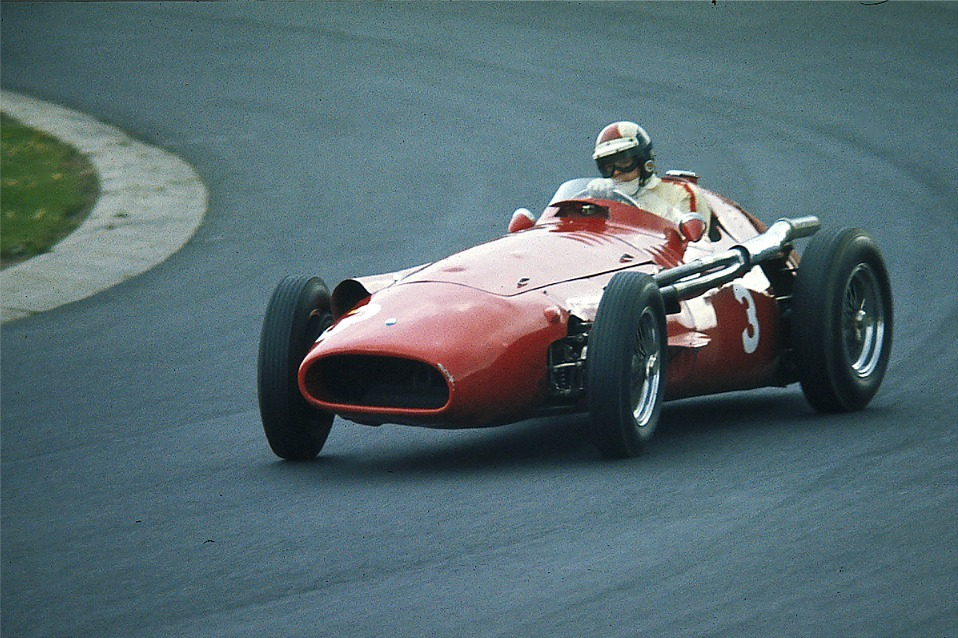
Maserati 250F (1957), Südkehre - Nürburgring (1977)
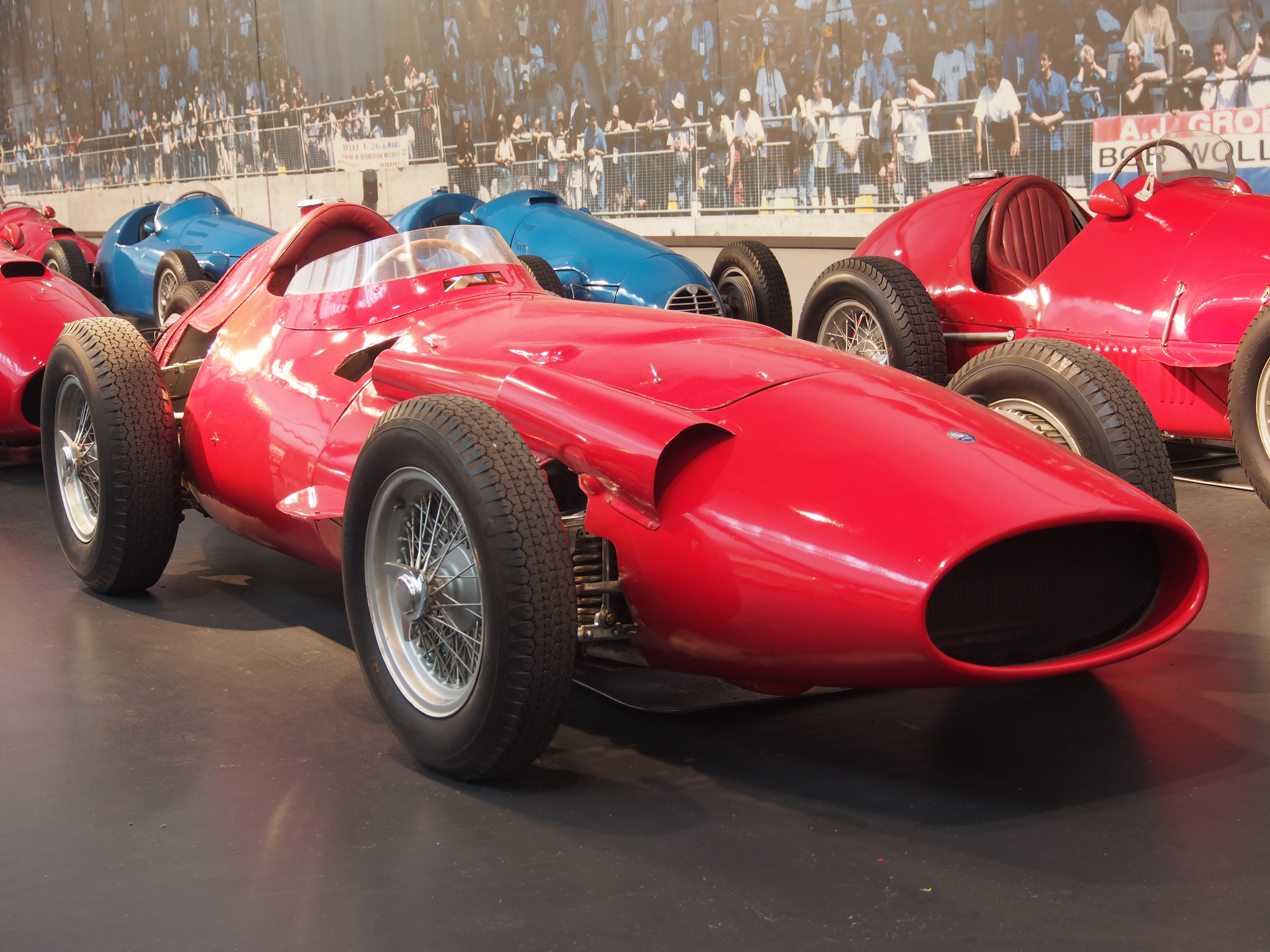
Maserati 250F (1958), Musée national de l’automobile Mulhouse (2014)
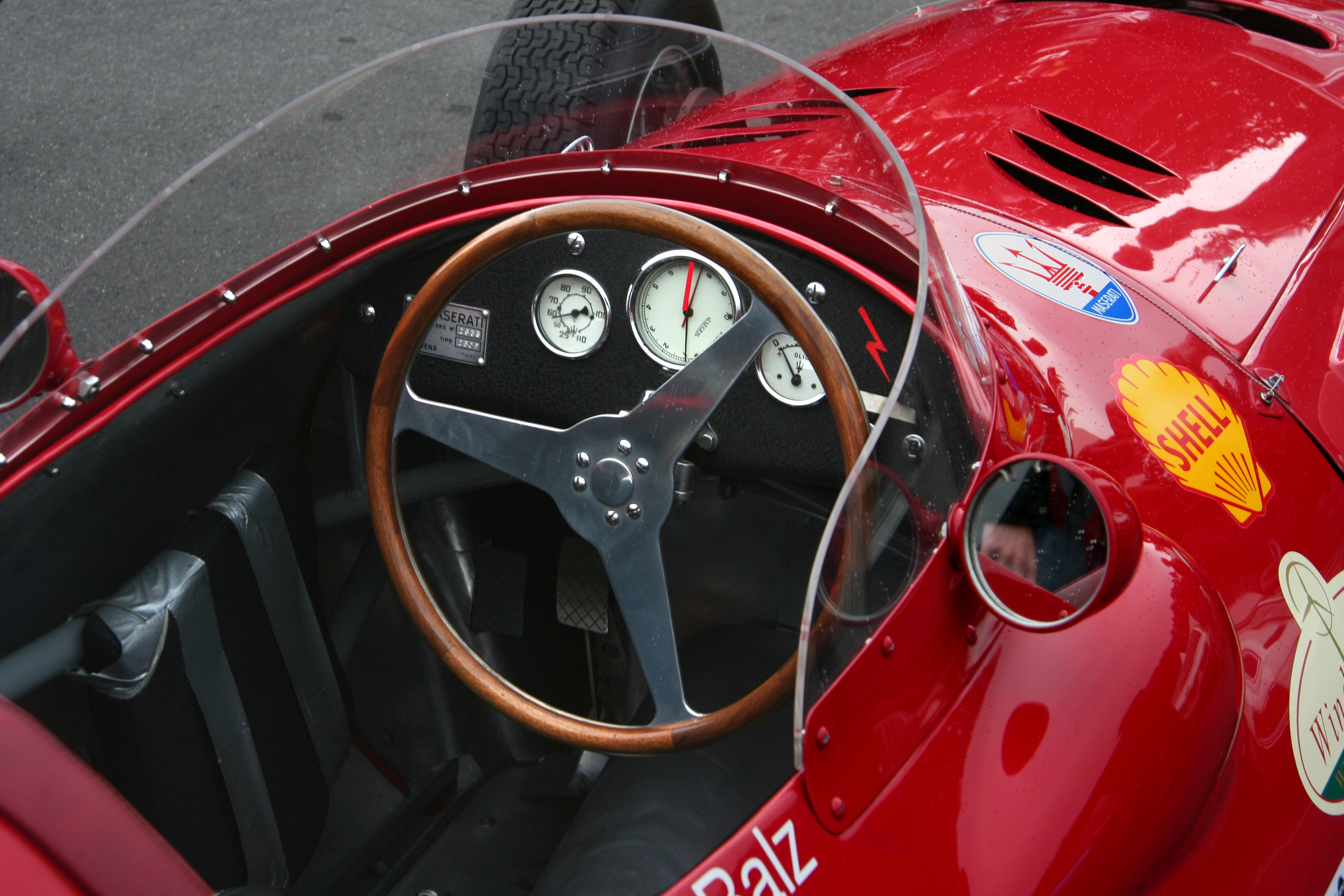
Maserati 250F (1958), kokpit
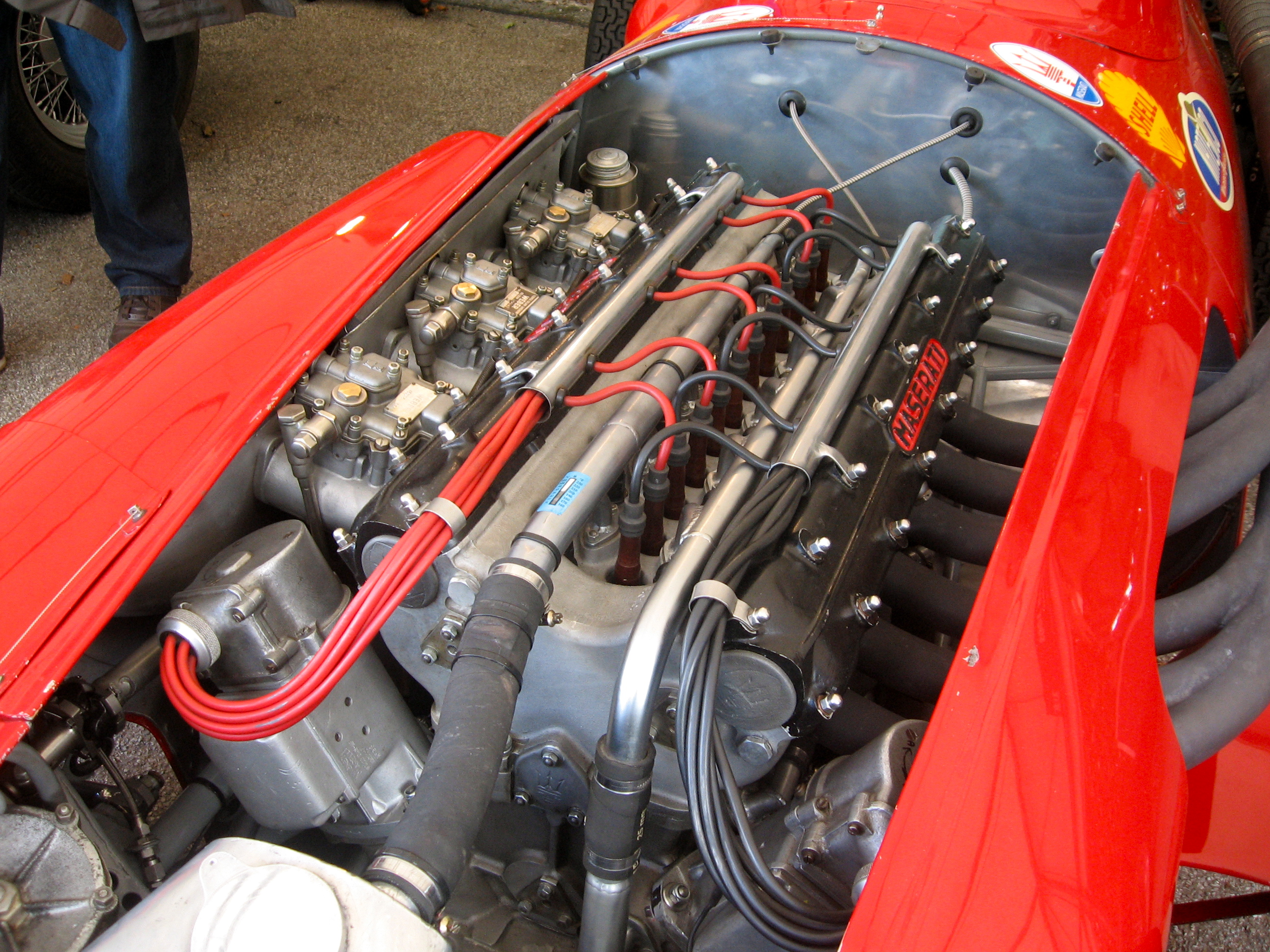
Maserati 250F, motor, Goodwood Revival (2010)